# 泛生物地理學
泛生物地理學（英語：Panbiogeography）是生物地理學的一種研究方法，由義大利、法國籍植物學家利昂·克魯瓦扎提出。其具體操作方法是將某個分類下的物種各個分離的分布區域在地圖上標點出，再將這些點以一條線連接起來，這些線被稱為「軌道」（tracks）。軌道標誌了一個物種的空間分布，也為造成這種分布的空間過程提供線索。穿過海洋、山脈或其他地質構造的軌道稱為「基線」（baselines）。
不同的軌道（來自不同的分類群）可以被疊合，若有巧合重疊的軌道（如共用基線、或相似的幾何形狀），這些可概括不同物種的軌道被稱為標準（generalized）軌道。標準軌道的存在暗示了曾經有祖先生物群的存在，這些生物群可能因後續的板塊運動或氣候變遷而被分離。兩條以上的標準軌道交會之處稱為「節點」（node），表示不同的祖先生物群與地理區域的分離間是有關連的，可能是板塊碰撞與接合，才造就了混合兩生物群的區域。一個類群生物在某區域數值上、基因上或型態上的多樣性集合稱為「main massing」。
在近二十年內，泛生物地理學最先由利昂·克魯瓦扎提出，再由紐西蘭、拉丁美洲等地的研究者進一步研究，在歷史生物地理學上成為了成果豐碩的研究方法。它提供了藉由分析物種的空間分布型態，來提出假說假設物種演化過程的方法。
泛生物地理學的基本觀念，如軌道、基線、標準軌道、節點與main massing等已被證明是有力的研究工具，特別是和數學量化的結合，形成了量化泛生物地理學（quantitative panbiogeography），這些發展是基於數學上圖論的方法，例如以最小生成樹更嚴格的描繪一個物種的分布軌道，以團的分析法來鑑定標準軌道，和以節點分析精確定出地圖上生物地理學節點的位置。
泛生物地理學強調對物種分布空間概念的純分析，因此受惠於許多資料收集、存取和分析技術的革新，例如線上的生物多樣性資料庫（FishNet （页面存档备份，存于）, HerpNet （页面存档备份，存于）,  MaNIS （页面存档备份，存于）, OBIS （页面存档备份，存于）, ORNIS （页面存档备份，存于））、全球定位系統和地理信息系統的技術。另外，泛生物地理學除了作為研究生物歷史關係的方法外，也可作為全球環境保護上快速且划算的方法。

## 外部連結
- The Panbiogeography Gate （页面存档备份，存于）
- Axiomatic Panbiogeography （页面存档备份，存于）
- Panbiogeography